# سرزمین ناهموار
سرزمین ناهموار (به انگلیسی: The Hi-Lo Country) فیلمی محصول سال ۱۹۹۹ و به کارگردانی استیون فریرز است. در این فیلم بازیگرانی همچون وودی هرلسون، بیلی کروداپ، پاتریشا آرکت، کول هاسر، پنه‌لوپه کروز، جیمز گامون، سام الیوت، کتی هورادو، دارن ای بوروس، جیکوب بارگاس، جان دیهل، لین اسمیت، مارتی استارت و کانی اسمیت ایفای نقش کرده‌اند.